# Phthiria vagans
Phthiria vagans är en tvåvingeart som beskrevs av Friedrich Hermann Loew 1846. Phthiria vagans ingår i släktet Phthiria och familjen svävflugor. Inga underarter finns listade i Catalogue of Life.